# Fónay Márta
Fónay Márta (Vác, 1914. szeptember 24. – Budapest, 1994. november 22.) Jászai Mari-díjas magyar színésznő, érdemes művész.

## Élete
Vácott nevelkedett, két lány- és egy fiútestvérével együtt. Édesapja kertész volt, saját kis gyümölcsfaiskolával rendelkezett, munkájából, jövedelméből polgári környezetet biztosított gyermekei részére.
Kereskedelmi iskolában tanult, majd tizenöt évesen egy apróhirdetésre jelentkezett és felvételt nyert a „Rádióélet” című újság szerkesztőségébe, a fővárosba. Az iroda akkoriban a Rákóczi úton, a Színművészeti Akadémiával szemben helyezkedett el. Szerette munkáját, a szobája ablakából mégis gyakran látta a színészhallgatók jövés-menését az Akadémiáról. Egy napon jelentkezett a Színiakadémián, Ódry Árpádnál. Sikeres felvételi vizsgát követően felvették a Színiakadémia filmszínészi tanszékére. Végül mégis a színésztagozaton szerzett diplomát, 1935-ben.
Szakmai pályája, megszakítással, több mint negyven éven keresztül tartott, a közönség ma is szereti a nagymamás alkatú, falusi háziasszony habitusú kitűnő művésznőt, aki sikert sikerre halmozott, mind a színházban, mind filmekben, tévéfilmekben.
A hetvenes évektől főleg a Mafilm és a Magyar Televízió foglalkoztatta. Szerepeinek, megbízásainak száma egyre csökkent. 1975-ben nyugdíjba ment és teljesen visszavonult a rivaldafényből, családja körében élt. Lassan elfelejtődött, kikerült az érdeklődés középpontjából. Sorsát elfogadta, ugyanakkor finoman lázadozott is a méltánytalan elfeledés ellen.
Kisebb fellépéseket vállalt tévéműsorokban, epizódszerepeket kapott a filmgyárban is. Éveken át rendszeres szereplője volt az Antal Imre vezette Szeszélyes évszakoknak, ezen kívül show-műsorok, szilveszteri kabarék és a rádió kabarészínház gyakori résztvevője volt.
Az öregkori nagy szerepek elkerülték, ami vélhetőleg a színjátszás akkori túlpolitizáltságának is betudható.
Nyolcvanadik születésnapja után két hónappal hunyt el.
Budán, egy Csalogány utcai házban élt.

## Pályája
A Magyar Királyi Országos Színiakadémia elvégzése után, 1935-ben a Magyar Színházhoz szerződött, majd játszott Nagyváradon, Pécsett, Debrecenben, Kassán és Szegeden. 1945-től a Művész, 1948-tól az Ifjúsági Színház tagja volt. 1950-től a Nemzeti Színházban játszott, 1964–1975 között pedig a Fővárosi Operettszínház művésznője.
Tudatosan formálta szerepeit, testi-lelki adottságait kihasználva elsősorban komikus szerepeket játszott, kiváló, igen népszerű figurái máig emlékezetesek.

## Színházi szerepei
- Heltai Jenő: A Tündérlaki lányok – Rózsa
- Schiller: Ármány és szerelem – Millerné
- Oscar Wilde: Bunbury – Miss Prism
- Zerkovitz Béla: Csókos asszony – Hunyadiné
- Molière: Úrhatnám polgár – Jourdainné
- Móricz Zsigmond: Sári bíróné – Sári
- Jerry Bock: Hegedűs a háztetőn – Jente
- Alekszej Nyikolajevics Arbuzov: Tánya – gondnoknő
- Brecht: Jó embert keresünk – háztulajdonosnő
- Farkas Ferenc: Vők iskolája – Tormainé
- Gorkij: Szómov és többiek – Tyitova
- Gyárfás Miklós: Hatszáz új lakás – Bartalné
- Alessandro Hellmann: Kis rókák – Addie
- Illyés Gyula: Az ozorai példa – Tengöliné
- Alekszandr Jevdokimovics Kornyejcsuk: Ukrajna mezőin – Palaska
- Kodály: Háry János – császárné
- Madách: Az ember tragédiája – Heléna
- Mikszáth Kálmán–Farkas: A Noszty fiú esete Tóth Marival – Tóthné
- Molière: Képzelt beteg – Toinette
- Pirandello: Az Ember, az Állat és az Erény – Grazia
- Franz Schubert–Berté Henrik: Három a kislány – Tschöll mama
- Tóth Miklós–Abay Pál–Horváth Jenő: Balatoni Rómeó – asszony
- Gabriela Zapolska: Dulszka asszony erkölcse – Dulszka asszony
- Urbán Ernő: Uborkafa – Sántháné Madarász Borbála

## Filmjei

### Játékfilmek
- 3 : 1 a szerelem javára (1937) – szállodai szobalány
- Viki (1937) – Hadházyék cselédlánya
- Azurexpress (1938) – Katerina, Géza bácsi lánya
- Megvédtem egy asszonyt (1938) – pincérnő
- Magdát kicsapják (1938)
- Tizenhárom kislány mosolyog az égre (1938)
- A 2000 pengős férfi (1942) – Józsi néni
- A harmincadik (1942) – Kergéné
- Idegen utakon (1944)
- Mágnás Miska (1948)
- Beszterce ostroma (1948) átdolgozott változat (1955)
- Tűz (1948)
- Forró mezők (1948)
- Janika (1949) – Bözsike
- Ludas Matyi (1949)
- Felszabadult föld (1950)
- A selejt bosszúja (1951) rövidjátékfilm
- Állami Áruház (1952)
- Vihar (1952) – Illésné
- Kiskrajcár (1953) – Gulyásné
- Ifjú szívvel (1953)
- Fel a fejjel (1954)
- Rokonok (1954)
- Hintónjáró szerelem (1954) – Peczöliné
- Budapesti tavasz (1955)
- Az élet hídja (1955) – Ilus néni
- Dollárpapa (1956) – polgármesterné
- Tanár úr, kérem (1956) – Irénke
- Nem igaz (1956) rövidjátékfilm
- Ünnepi vacsora (1956) – házvezetőnő
- Az eltüsszentett birodalom (1956)
- Játék a szerelemmel (1957)
- A nagyrozsdási eset (1957)
- Csendes otthon (1957) – mama
- Két vallomás (1957) – Mara nevelőanyja
- Külvárosi legenda (1957) – Horváth néni
- A tettes ismeretlen (1957)
- Micsoda éjszaka! (1958) – Huffnágelné Amál
- Szent Péter esernyője (1958) csehszlovák-magyar film – Mravucsánné
- Fapados szerelem (1959) – Bartuczné
- Gyalog a mennyországba (1959)
- Szerelem csütörtök (1959)
- Szombattól hétfőig (1959)
- A megfelelő ember (1959)
- Fűre lépni szabad (1960)
- Légy jó mindhalálig (1960) – a kollégium szakácsnője
- A Noszty fiú esete Tóth Marival – Tóth Mihályné
- Rangon alul (1960)
- Virrad (1960)
- Zápor (1960)
- Házasságból elégséges (1961) – Árpád anyja
- Sínek között (1962) magyar kisfilm
- Egyiptomi történet (1962) egyiptomi–magyar film
- Mici néni két élete (1962) – Galambosné
- A szélhámosnő (1963) – lakóbizottsági elnöknő
- Kár a benzinért (1964) – szomszédasszony
- Mit csinált felséged 3-tól 5-ig? (1964) – kocsmárosné
- A beszélő köntös (1969) – Uginé
- Isten hozta, őrnagy úr! (1969) – Mariska
- Csak egy telefon (1970) – Bori néni
- Hatholdas rózsakert (1970) – rokon
- Hangyaboly (1971) – Kunigunda
- Csárdáskirálynő (film, 1971) (1971)
- A törökfejes kopja (1973)
- Égigérő fű (1979) – Poldi néni
- A szeleburdi család (1981) – nagymama

### Tévéfilmek
- A házasságok a földön köttetnek (1962)
- Fájó kritika (1965)
- Kristóf, a magánzó (1965) - Csukás Pálné
- Az asszony beleszól (1965)
- Muzsikus Péter kalandjai (1966)
- Kakuk Marci szerencséje (1966)
- Nyaralók (1967)
- A fekete város 1–7. (1971)
- Az ajtó (1972) – anya
- Az 1001. kilométer (1973)
- Hungária Kávéház (1977)
- A Zebegényiek (1978)
- Gulliver az óriások országában (1980)
- Fekete rózsa (1980)
- A 78-as körzet (1982)
- Bolondnagysága (1982)
- Glória (1982)
- Vízipók-csodapók (1982) rajzfilmsorozat – Kandics rák hangja
- Fűszer és csemege (1987)
- A védelemé a szó (1988)

## Szinkronszerepei

### Film
- Emberek között (V ljudjah) [1939] – Akulina Ivanovna Kaszirina, a nagymama ([Varvara Masszalitinova)
- Érik a gyümölcs (The Grapes of Wrath) [1940] – Joad mama (Jane Darwell)
- A franchise-ügy (The Franchise Affair) [1951]
- A boldogság madara (Szadko) [1952] – Vizek úrnője (Olga Vikland)
- Királylány a feleségem (Fanfan la Tulipe) [1952] – Borsné (Georgette Anys)
- Revizor [1952] – Borsné (Georgette Anys)
- Két hektár föld (Do biga zamin) [1953] – a nagymama
- Husz János (Jan Hus) [1954]
- Valahol már találkoztunk (Mi sz vami gde-to vsztrehalisz) [1954]
- A kulmi ökör (Der Ochse von Kulm) [1955]
- Múló évek (Dom, v kotorom ja zsivu) [1957] – Klavgyija Kondratyevna (Valentina Telegina)
- Veszélyes barátság (Sztuhisz v ljublju dver') [1958] – Nasztaszja Ivanovna (Valentina Telegina)
- Ármány és szerelem (Kabale und Liebe) [1959] – Millerné (Marianne Wünscher)
- Ballada a katonáról (Ballada o szoldate) [1959] – idős nő teherautóval (Valentina Telegina)
- Rózsák az államügyésznek (Rosen für den Staatsanwalt) [1959] – Hildegard Schramm, az államügyész felesége (Camilla Spira)
- A tűzszerszám (Das Feuerzeug) [1959]
- Szombat este, vasárnap reggel (Saturday Night and Sunday Morning) [1960] – Mrs. Bull (Edna Morris)
- Az énekesnő hazatér (Darclée) [1961] – Tinka, dajka (Eugenia Popovici)
- Holnap felnőtt leszek (Proshajtye, golubi) [1961] – Marija Jefimovna (Valentina Telegina)
- Két élet (Dve zhizni) [1961] – Borozgyina (Olga Zsiznyeva)
- Az utolsó ítélet (Il Giudizio universale) [1961]
- Csodálatos vagy, Júlia (Julia, Du bist zauberhaft) [1962] – Dolly de Fries (Ljuba Welitsch)
- Meglepetés a cirkuszban (Artiszt iz Kohanovki) [1962]
- Vidám történetek (Veszjolije isztorii) [1962]
- Elveszett nyár (Propalo leto) [1963]
- Ruha teszi az embert (Kleider machen Leute) [1963]
- Mary Poppins [1964] – Mrs. Brill (Reta Shaw)
- Egy szöszi szerelme (Lásky jedné plavovlásky) [1965] – anya (Milada Ježková)
- Mese Szaltán cárról (Szkazka o care Szaltane) [1967]
- Sherlock Holmes magánélete (The Private Life of Sherlock Holmes) [1970] – Mrs. Hudson (Irene Handl)
- A múlt démonai (Una pelea cubana contra los demonios) [1972]
- Agatha asszony nagy utazása (Die große Reise der Agathe Schweigert) [1973] – főnővér (Steffie Spira)
- Apám, az agglegény (Nyeznakomij naszlednyik) [1974]
- Tengerészakadémia (Los Caballeros del Botón de Ancla) [1974]
- Csúfak és gonoszak (Brutti sporchi e cattivi) [1976] – Matilde (Linda Moretti)
- Kincs, ami nincs (Chi trova un amico, trova un tesoro) [1981] – mama (Louise Bennett)

## Hangjáték, rádió
- Henrik Ibsen: Peer Gynt (1936)
- Madách Imre: Az ember tragédiája (1938)
- Szilágyi László: Vén diófa (1942)
- Jean Anouilh: Euridike (1947)
- Jean Giraudoux: Trójában nem lesz háború (1947)
- Thurzó Gábor: Déryné ifjasszony (1947)
- Ilja Grigorjevics Ehrenburg: Oroszlán a piacon (1948)
- László Anikó: Asszonyok útja (1948)
- Anatole France: A 64-es (1949)
- Valentyin Petrovics Katajev: Egy nap az üdülőben (1949)
- Szász Péter: Eggyel többen vagyunk (1949)
- Erskine Caldwell: Embervadászat (1950)
- Baktai Ferenc: Az üdvösség forrása (1952)
- Korosztilov–Lvovszkij: Láthatatlan Gyimka (1953)
- Vajda István: A füredi szívhalász (1955)
- Kovács János: Heine – emlékezés a költőre (1956)
- Sásdi Sándor: Az intéző úr (1959)
- Szergej Antonov: Aljonka (1962)
- Kazakievics: Nappali fénynél (1962)
- Tamási Áron: Énekes madár (1963)
- Thorbjorn Egner: Három rabló (1964)
- Hegedüs Géza: A szépséges Meluzina (1973)
- Molière: Úrhatnám polgár (1973)
- Tarbay Ede: Eső-lesők (1977)
- Dennis Diderot: Mindenmindegy Jakab meg a gazdája (1981)
- Jozef és Karel Čapek: Rovarok (1981)
- Kolozsvári Grandpierre Emil: A törökfejes kopja (1982)
- Vészi Endre: A lepecsételt lakás (1983)
- Alekszej Arbuzov: Találkozás (1987)
- Németh László: Irgalom (1987)
- Sütő András: Pompás Gedeon élete, halála és feltámadása (1987)
- G. Szabó Judit: Hajszál híján tündérkirálynő a nagymamám (1988)
- Mihail Afanaszjev Bulgakov: Színházi regény (1992)
- Mészöly Miklós: Öregek, halottak (1992)
- Hortácisz Jeorjiosz: Nikolósz és Kaszándra (1993)
- Ladislav Fuks: Boldogultak bálja (1993)

## Díjai, elismerései
- Jászai Mari-díj (1957)
- Érdemes művész (1970)
- Munka Érdemrend arany fokozata (1974)[7]
- A Magyar Köztársasági Érdemrend kiskeresztje (1994)